# عقل جميل (مسلسل تلفزيوني كوري)
عقل جميل (الكورية: 뷰티풀 마인드) هو مسلسل تلفزيوني كوري جنوبي من بطولة جانغ هيوك، وبارك سو دام، ويون هيون مين، وبارك سي يونغ. تم بثه من 20 يونيو إلى 8 أغسطس 2016، على قناة كي بي إس 2 يومي الاثنين والثلاثاء الساعة 22:00 بتوقيت كوريا.
على الرغم من أن الدراما حظيت بالاهتمام، فقد تم تخفيض عدد الحلقات إلى 14 حلقة، من 16 حلقة مخطط لها بسبب انخفاض معدلات المشاهدة.

## روابط خارجية
- عقل جميل على موقع IMDb (الإنجليزية)
- عقل جميل على موقع كينوبويسك (الروسية)
- عقل جميل على موقع قاعدة بيانات الفيلم (الإنجليزية)